# Дивизион «Урал-Сибирь»
Дивизион «Урал-Сибирь» — один из дивизионов Молодёжной хоккейной лиги, образованный в 2010 году как один из 4-х дивизионов с целью разделения команд по географическому принципу.
В сезонах 2012/13 и 2013/14 являлся одним из дивизионов Первенства МХЛ.

## Победители дивизиона

### Чемпионат МХЛ
| Сезон     | Команда        | Город        | Очки | Плей-офф                   |
| --------- | -------------- | ------------ | ---- | -------------------------- |
| 2010-2011 | Стальные Лисы  | Магнитогорск | 109  | Поражение в финале         |
| 2011-2012 | Омские Ястребы | Омск         | 129  | Обладатели Кубка Харламова |
| 2012-2013 | Омские Ястребы | Омск         | 151  | Обладатели Кубка Харламова |
| 2013-2014 | Белые Медведи  | Челябинск    | 132  | Поражение в 1/2 финала     |
| 2014-2015 | Омские Ястребы | Омск         | 104  | Поражение в 1/8 финала     |
| 2015-2016 | Омские Ястребы | Омск         | 93   | Поражение в 1/8 финала     |

### Первенство МХЛ
| Сезон     | Команда | Город     | Очки | Плей-офф                  |
| --------- | ------- | --------- | ---- | ------------------------- |
| 2012-2013 | Юниор   | Курган    | 101  | Обладатели Кубка Регионов |
| 2013-2014 | Мечел   | Челябинск | 96   | Поражение в 1/2 финала    |